# Pietro Porcinai
Pietro Porcinai (Fiesole, 20 dicembre 1910 – Firenze, 9 giugno 1986) è stato un architetto del paesaggio italiano.
Ha progettato sistemazioni paesaggistiche nelle scale più diverse: dal giardino al parco urbano, dall'area industriale al villaggio turistico, dall'autostrada all'area agricola. Tra i suoi oltre 1.100 progetti, realizzati in vari paesi del mondo, vi sono anche giardini-paesaggio, cioè giardini nei quali l'uomo sembra non aver fatto nulla.

## Biografia
Conseguito il diploma di perito agrario, progettò il suo primo giardino (1928) a Lecce (Villa Reale), quindi lavorò in Belgio e in Germania (1928-1929).
Tornato a Firenze, dopo un'esperienza di lavoro presso l'Istituto di Agraria di Firenze (1932), lavorò con il vivaista pistoiese Martino Bianchi.
Ritornato in Germania, conobbe i più importanti architetti europei del giardino (Fritz Enchke, Karl Foerster, Gustav Luttge, Russel Page, Geoffrey Jellicoe, René Pechère, Gerda Gollwitzer), ne apprezzò le opere ed ebbe la possibilità di confrontarsi con il loro metodo di lavoro, le loro tecniche colturali, le loro soluzioni formali.
Nel 1937 iniziò la sua collaborazione, seppure saltuaria, per la rivista di architettura “Domus” diretta da Gio Ponti. Nel 1940, a soli 30 anni, e già noto professionista, fondò a Firenze con Nello Baroni e Maurizio Tempestini uno studio che diventò presto un vivace punto di riferimento della vita culturale fiorentina, entrando in contatto con le famiglie importanti dell'imprenditoria che diventeranno suoi committenti fino al concludersi della sua attività. Sempre nel 1938 conobbe a Berlino il noto architetto paesaggista tedesco Alwin Seifert durante il Congresso Internazionale di Ortoflorofrutticoltura. Nel 1947, insieme a Tempestini e Baroni, fondò la OP “Organizzazione professionisti per la sintesi nel lavoro” nuovo studio associato, collegato con altri professionisti in varie zone d'Italia che verrà sciolta nel 1954.
Nel 1948, al Jesus College di Cambridge, fu tra i soci fondatori dell'IFLA (International Federation Landscape Architecture) insieme ad un gruppo internazionale di paesaggisti: scopo dell'associazione è diffondere la cultura paesaggistica nei vari paesi e dare maggiori riconoscimenti alla professione per migliorare la qualità della vita della società.
Dopo il 1949, consolidata la clientela privata, insieme ad incarichi pubblici di rilievo, ebbe l'opportunità di fare grandi esperienze internazionali: il progetto delle aree verdi al quartiere Hansaviertel di Berlino (1956); la consulenza per Abu Simbel (1963); il progetto per la sistemazione esterna del Centro Pompidou (1973); il progetto dei parchi delle città dell'Arabia Saudita (1975–1976); il concorso per Abidjan (1979) e il concorso per il Parco de La Villette (1982). In tutte queste occasioni Porcinai si dimostrò ormai nel pieno della sua maturità.
Collaborò con Ludovico Belgioioso ed Ernesto Nathan Rogers, Vittoriano Viganò, Marco Zanuso e Pietro Consagra, Riccardo Morandi, Oscar Niemeyer, Renzo Piano e Richard Rogers, Carlo Scarpa, Franco Albini e Franca Helg, ideando parchi e giardini che hanno acquistato il valore di un modello nel nostro tempo.
Difensore del patrimonio naturale e del paesaggio si è battuto a lungo per l'insegnamento del verde, del paesaggio e del giardino in Italia dove era costretto a registrare il massimo disinteresse delle scuole di ogni ordine e grado e persino delle università.

## Conservazione, promozione e divulgazione

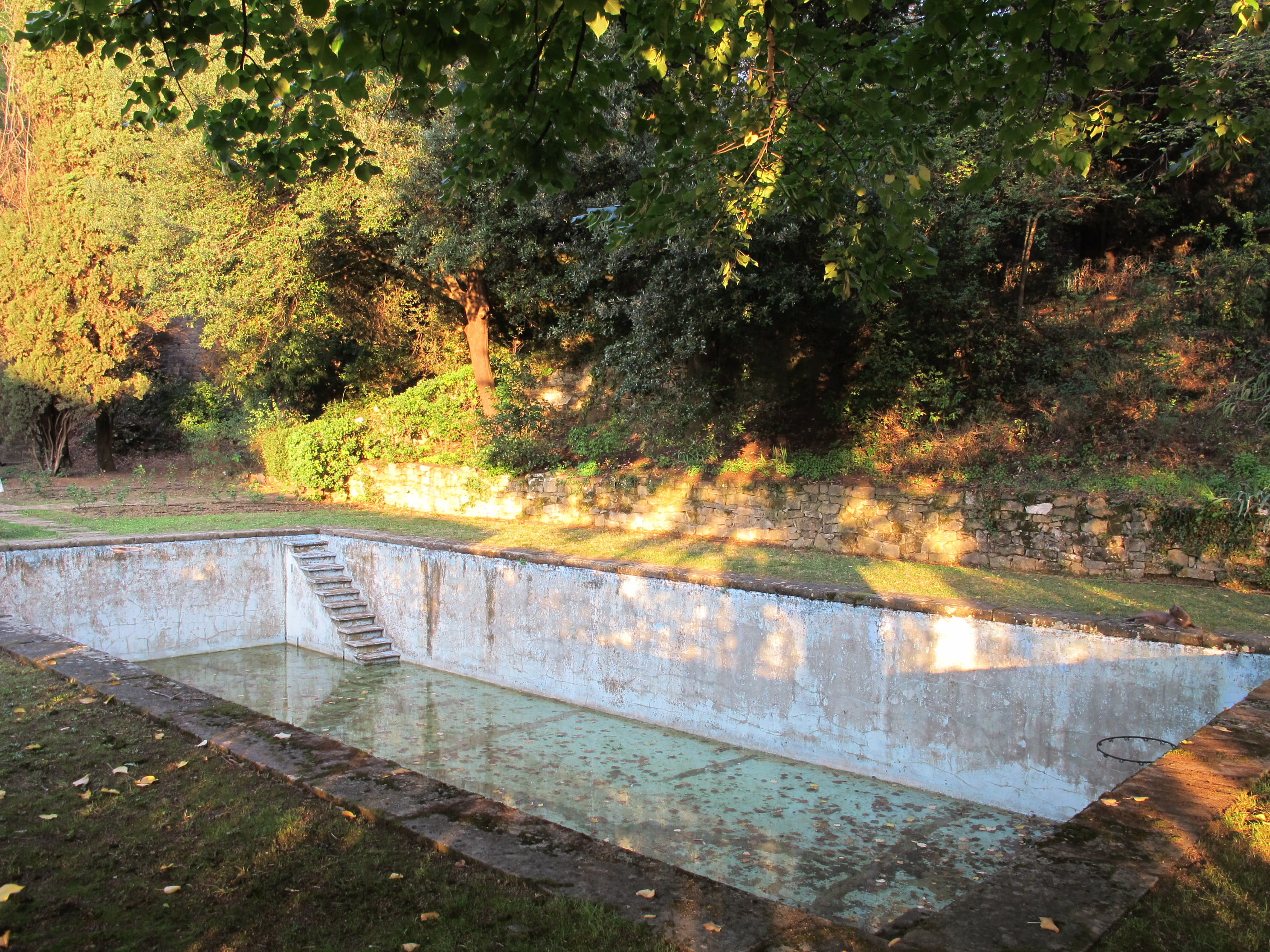
La piscina di Villa Sparta, Fiesole

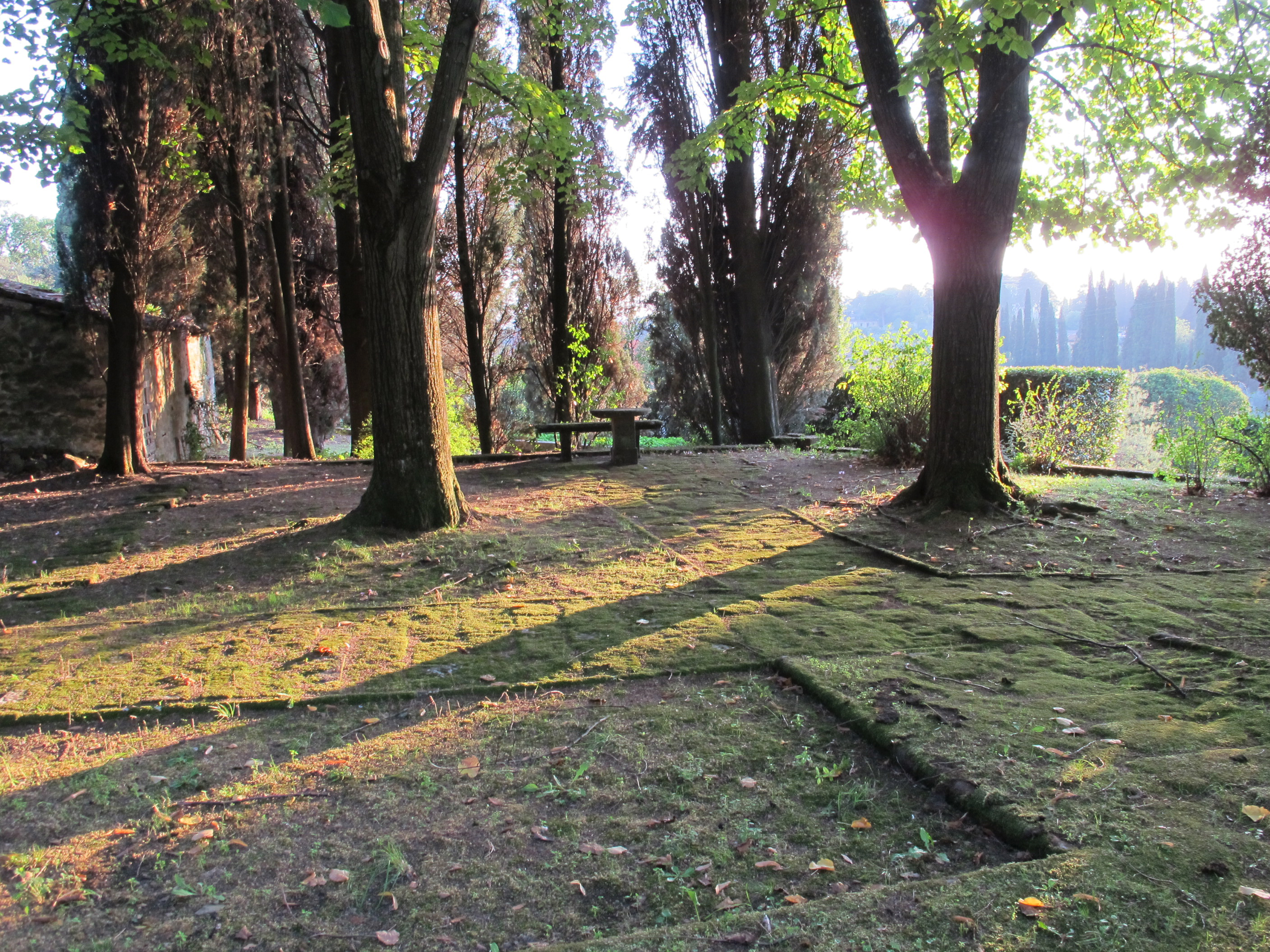
Vialetti coperti di muschio a Villa Sparta, tipico intervento "mimetico" di Porcinai

Nel 1950 stimolò la fondazione della sezione italiana dell'IFLA con pochi altri pionieri che dettero vita all'AIAP (Associazione Italiana Architetti del Giardino e del Paesaggio) di cui Porcinai fu per molti anni segretario e, a partire dal 1979, Presidente onorario.
Attorno agli anni sessanta decise di organizzare un centro educativo a Villa Rondinelli, lo studio che aveva acquistato da poco a San Domenico di Fiesole che ristrutturò e restaurò: la villa avrebbe dovuto diventare un centro educativo e di incontro internazionale “un modo per scambiarsi idee, esperienze e opinioni come accadeva, un tempo, nei vicini giardini rinascimentali”; gli mancarono gli aiuti necessari e la sua amarezza, negli anni successivi venne in parte alleviata dalle notizie che la sua battaglia non era stata combattuta invano e che a Genova nonché in altre università italiane, le generazioni più giovani avrebbero potuto impegnarsi in corsi di perfezionamento in architettura del paesaggio.
Impegnato a favore della professione, partecipò attivamente a vari congressi internazionali; nel 1971 intervenne a Fontainebleau, al Primo colloquio internazionale sulla conservazione e il restauro dei giardini storici indetto dall'ICOMOS (International Council of Monuments and Sites) dove fu promotore di una commissione comune ICOMOS–IFLA, tuttora operante, che nel dicembre 1982 a Firenze, redasse la Carta italiana dei giardini storici, una sorta di decalogo per tutti gli interventi sul verde storico.
Fu sepolto a Firenze, nel cimitero di Settignano.

## Premi e riconoscimenti
Ottenne vari riconoscimenti ufficiali come il premio In-Arch 1960 e l'Award of Merit della School of Environmental Design dell'Università della Georgia e l'8 giugno 1979, venne insignito di un'onorificenza tedesca, l'anello di Friedrich Ludwig von Sckell conferitogli dall'Accademia Bavarese delle Belle Arti, primo italiano e primo non tedesco ad aver ricevuto tale premio.
Per la sua vasta competenza professionale, è entrato di diritto nel gotha degli architetti europei del giardino: nel 1986, unico italiano vivente, poteva vantare una scheda biografica nel volume The Oxford Companion to Gardens di Sir Geoffrey e Susan Jellicoe.

## Elenco progetti e interventi (parziale)
- 1928: Lecce, villa Reale (già villa Carrelli), giardino con uliveto e agrumeto[1]
- 1935: Tirana, giardino del palazzo di re Zog
- 1938-41: Torino, giardino privato di villa Bona (villa Primosole, costruita su progetto di Ezio Lorenzelli), per l'industriale laniero Lorenzo Valerio Bona
- 1938-43: Torino, giardino con piscina di villa Maggia (ampliata su progetto di Ottorino Aloisio)
- 1938-47: Reggio Emilia, giardino con piscina, aranciera, orto, tenuta "La Barisella"
- 1939-40: Firenze, piscina di villa I Collazzi
- 1947-65: Firenze/Siena/Perugia/Roma/Capri/Torino/Milano/Genova, piscine e giardini privati
- 1948-54: Firenze, giardino villa L'Imperialino
- 1950-56: Montecatini Terme (PT), piscina e parco de Le Panteraie
- 1951-58: Firenze, villa La Terrazza - giardino con piscina e limonaia
- 1952-59: Saronno (VA), giardino di villa Fiorita
- 1952-59: Anghiari (AR), giardino villa con piscina, tennis e maneggio
- 1952-62: Pozzuoli (NA), sistemazione paesaggistica sede Olivetti e quartiere Ina-Olivetti
- 1953-55: Roveta, Firenze, ristrutturazione ristorante e sistemazione parco con piscina e minigolf
- 1956-57: Berlino, aree verdi del quartiere Hansa
- 1957-63: San Donato, Milano, sistemazione esterna e giardini pensili uffici Snam
- 1957-63: Como, giardino con piscina villa sul lago di Como
- 1957-64: Sansepolcro (AR), giardino con piscina, campo da tennis, sala giochi
- 1958-61: Milano, Ristorante Alfio: sistemazione e ampliamento giardino d'inverno
- 1959-69: Trivero (BI), giardino di villa Ca' Gianin
- 1960-63: Trivero (BI), parcheggio fabbrica e giardino, terrazza e giardino d'inverno
- Terni, sistemazione paesaggistica del Motel Sangemini con attrezzature sportive e fonte termale
- 1960-86: San Domenico di Fiesole (FI), restauro del giardino, ristrutturazione di villa Rondinelli e realizzazione serre-studio
- 1960: Isola Polvese, Lago Trasimeno, (PG), giardino con piscina, campo da tennis e imbarcadero
- 1960: Orbetello (GR) parco delle Crociere e memoriale ai Trasvolatori Atlantici
- 1961-65: Firenze, giardino villa Il Roseto
- 1961: Rapallo (GE), Grand Hotel Bristol & Resort: aree verdi, parcheggio, piscina
- 1962-64: Trivero (BI), strada panoramica e sistemazione esterna stabilimento Zegna[2]
- 1963-71: Abu Simbel, progetto UNESCO di trasferimento dei templi - consulenza
- 1963-76: Collodi, parco di Pinocchio
- 1963: Bascapè (PV), Memoriale a Bascapè
- 1965-67: Cap Ferrat, giardino e piscina di due ville unifamiliari
- 1965-67:Edmonton, illuminazione del centro civico, giardino e piscina per una villa privata
- 1965-67:Toronto, giardini pubblici
- 1965-70: Siena, giardino di villa L'Apparita
- 1965-73: Autostrada del Brennero: tronco Verona-Brennero per conto della Società Autostrade
- 1966-71: Ca' Vescovo di Caselle d'Asolo (TV): sistemazione paesaggistica dello stabilimento Brion Vega
- 1966-80: Firenze/Perugia/Varese/Siena/Pisa/Piemonte/Veneto/Genova: giardini e parchi privati; aree agricole private
- 1966 circa: Selinunte (AG), parco archeologico: tracciato delle strade, studio della gestione e aree verdi
- 1966: Cran sur Sierre, giardino privato
- 1967-75: Trivero (VC), "Cimitero della montagna" e giardino villa il Roc
- 1967: Beirut, giardino privato
- 1968-72: Marina di Nicotera (VV), villaggio turistico
- 1968: Venezia, giardino e piscina dell'Hotel des Bains
- 1969-84: Portofino, giardino con piscina
- 1969-79: Palermo, studio di fattibilità e progetto di massima del parco della Favorita e del Monte Pellegrino
- 1970: Venezia, giardino d'inverno del ristorante Papadopoli/Hotel Papadopoli Venezia
- 1970-72: Firenze, giardino di villa La Palmierina
- 1970-75: Firenze, San Martino alla Palma, Sistemazione del parco di villa Torrigiani con piscina e maneggio
- 1970-78: Perugia, giardino con piscina, campo da tennis e palestra
- 1971-72: Giulianova (TE): albergo, aree verdi e piscina per la Società Onda
- 1971-80: Santa Croce sull'Arno (PI), giardino villa Il Castelluccio
- 1972-73: Taranto, intervento paesaggistico nuovo stabilimento Italsider
- 1972-74: Firenze, giardino con piscina di villa Il Martello
- 1972-75: Cap Ferrat, giardino privato
- 1972-75: Segrate (MI), parco sede centrale Arnoldo Mondadori Editore
- 1972-75: Montecarlo, Principato di Monaco, sistemazione terrazze e complesso Immobiliare “Spelugues”
- 1972-75: Brindisi, villaggio turistico e camping per la società Torre Guaceto
- 1973-78: Roma, Museo di villa Giulia: aree verdi e giardino pensile per il Museo di arte moderna
- 1973: Parigi, consulenza per la sistemazione della piazza e delle terrazze Centre Pompidou per arch RPiano e RRogers
- 1973: Atene, giardini pensili di case private
- 1973: Otranto (LE), sistemazione paesaggistica villaggio turistico Laghi Alimini per la Società Costa d'Otranto
- 1974-76: Asolo (TV), Consulenza per le piantagioni tomba Brion (progetto arch Carlo Scarpa)
- 1974-76:Abha, Medina, Taif (Arabia Saudita), parchi ricreativi - progetto
- 1977-78: Atene, giardino e parchi privati
- 1977-78: Almería, giardino con piscina privata
- 1977-79: Reggio Emilia, aree verdi del nuovo stabilimento Max Mara
- 1977-83: Roma, Hotel Sheraton - piscina, aree verdi e fontane
- 1977: Teheran, parco privato con piscina per conto della società Bonifica (Roma)
- 1977: Washington, concorso internazionale per le aree verdi dell'ambasciata di Francia
- 1978-83: Lugano, parco privato
- 1979: Rapallo (GE), Nuova sistemazione degli spazi verdi - Hotel Bristol
- 1979: Sarche di Calavino (TN), progetto di recupero ambientale di una cava per Italcementi
- 1979: Milano, giardino d'inverno del Ristorante Savini
- 1981-82: Gavi Ligure (AL), progetto di un centro sportivo per un parco pubblico Fondazione Broglia
- 1981-82: Bassano del Grappa (VI), aree verdi stabilimento Nardini
- 1981-86: Toscana/Liguria/Umbria, giardini e parchi privati
- 1982-83: Parma, aree verdi stabilimento Barilla
- 1982-83: Fiesole (FI), progetto del giardino e piscina Hotel villa San Michele
- 1982-86: Reggio Emilia, giardino del Caffè Arti e Mestieri
- 1982-86: Cernobbio (CO), villa d'Este: progetto per la nuova sistemazione dei Parcheggi sotterranei con giardino pensile sovrastante e del piazzale d'ingresso
- 1982-86: Reggio Emilia, concorso per il progetto di sistemazione urbanistica dell'area caserma Zucchi
- 1983-84: Venezia, piscina e campi da tennis hotel Cipriani
- 1983-84: Matera, recupero ambientale di una cava per Italcementi
- 1983-84: Zoagli (GE), Sistemazione della piazza della chiesa di Sant'Ambrogio
- 1984-85: Cap Martin, parco con piscina, villa Cypris
- 1984-85: Costa Rica, giardino privato con tennis e piscina
- 1984-85: Napoli, aree verdi del Nuovo Centro Direzionale per conto della Mededil
- 1984-85: Sabaudia, Latina, progetto di villaggio turistico per la Società Cogeca
- 1984-85: Como, proposte per la nuova sistemazione di piazza Cavour
- 1985-86: Reggio Emilia, sistemazione esterna e dei cortili degli uffici dello stabilimento Marina Rinaldi

## Scritti
Il suo saggio più famoso, scritto in collaborazione del filosofo Attilio Mordini è "Giardini d'occidente e d'oriente", F.lli Fabbri Ed., Milano
Insieme ai numerosi progetti, Porcinai ha lasciato molti testi che sono preziosi per comprendere la sua cultura, il suo metodo di lavoro e le sue scelte progettuali. Oltre ai suoi articoli pubblicati per la rubrica sul verde e il giardino nella rivista “Domus” a partire dagli anni trenta, i suoi saggi sono stati pubblicati su varie riviste italiane e straniere:
- Flora (Milano);
- Il giardino fiorito (Siena);
- Il geometra (Firenze);
- La rivista dell'ortofloricoltura italiana (Firenze);
- Garten- und Landschaftsbau (Monaco di Baviera).

I suoi interventi più importanti come difensore del verde, del paesaggio e del giardino sono i seguenti:
- Paesaggio stradale (1937);
- Giardini privati (1937);
- Giardino e Paesaggio (1942), Accademia dei Georgofili;
- Ancora sul verde nell'urbanistica (1952), Atti del Congresso nazionale di urbanistica;
- Il colore nei giardini e nel paesaggio (1957), Atti del congresso dell'Istituto nazionale del colore;
- Giardini privati oggi (1964); Conferenza presso l'Istituto agrario di Firenze;
- Urbanità e Urbanistica (1965); in l'Architecture d'Aujourd'hui;
- Aree verdi e giardini oggi in Italia (1976); "Mondo Verde" – Euroflora Genova.